# D2-es hajóvonal (Budapest)
A budapesti D2-es jelzésű dunai hajójárat a Kossuth Lajos tér és a Petőfi tér (Erzsébet híd) kikötő között közlekedett. A viszonylatot a Budapesti Közlekedési Zrt. üzemeltette. 2020. április 1-jétől a hajójárat közlekedése visszavonásig szünetel.

## Története
Korábban mint metrópótló járt a Kossuth Lajos tér metróállomás lezárásnak idején 2016. december 3. és 2017. május 13. között az MTESZ székház bontása miatt, azonban a Duna jegesedése miatt 2017. január 8-ától február 19-éig ideiglenesen nem közlekedett. 2018. június 30-ától augusztus 31-éig hétköznaponként újra közlekedett az új irodaház építése miatt. 2018. november 12-étől a téli időszakban a D12-es hajójárat helyett közlekedett a belvárosi szakaszon, majd a nyári menetrend bevezetésével pedig a D12-es hajójáratot kiegészítve közlekedett. 2019. május 30-ától augusztus 11-éig ideiglenesen nem járt. 2020. március 31-én a koronavírus-járványra hivatkozva leállt a vonalon a hajóközlekedés.

## Kikötői
| 0  | Kossuth Lajos tér M végállomás       | 19 | 15, 115 70, 78 2                            |
| 6  | Batthyány tér M+H                    | 14 | 19, 41 11, 39, 109, 111                     |
| 14 | Várkert Bazár                        | 4  | 19, 41                                      |
| 20 | Petőfi tér (Erzsébet híd) végállomás | 0  | 5, 8E, 15, 108E, 110, 112, 115, 133E, 178 2 |